# Chronologie des inventions et de la technologie de Russie

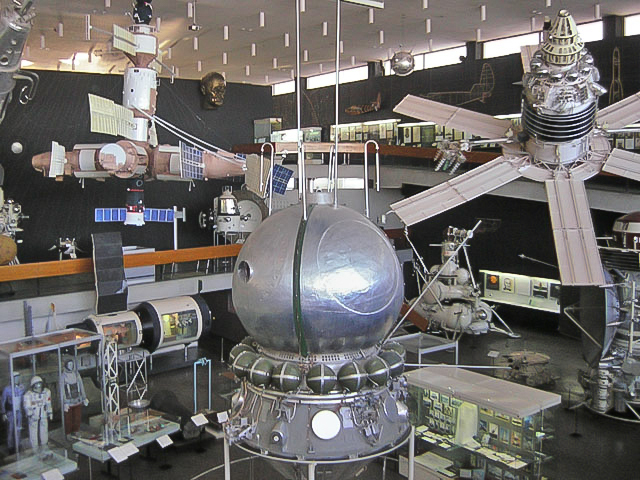
Salle de la machinerie de fusée au musée d'État de l'histoire de l'astronautique C. E. Tsiolkovski à Kalouga.

La chronologie des inventions et de la technologie de Russie retrace l'histoire de la technologie de la Russie, depuis les slaves anciens (en) (-75) jusqu'à la Russie actuelle.

## Présentation

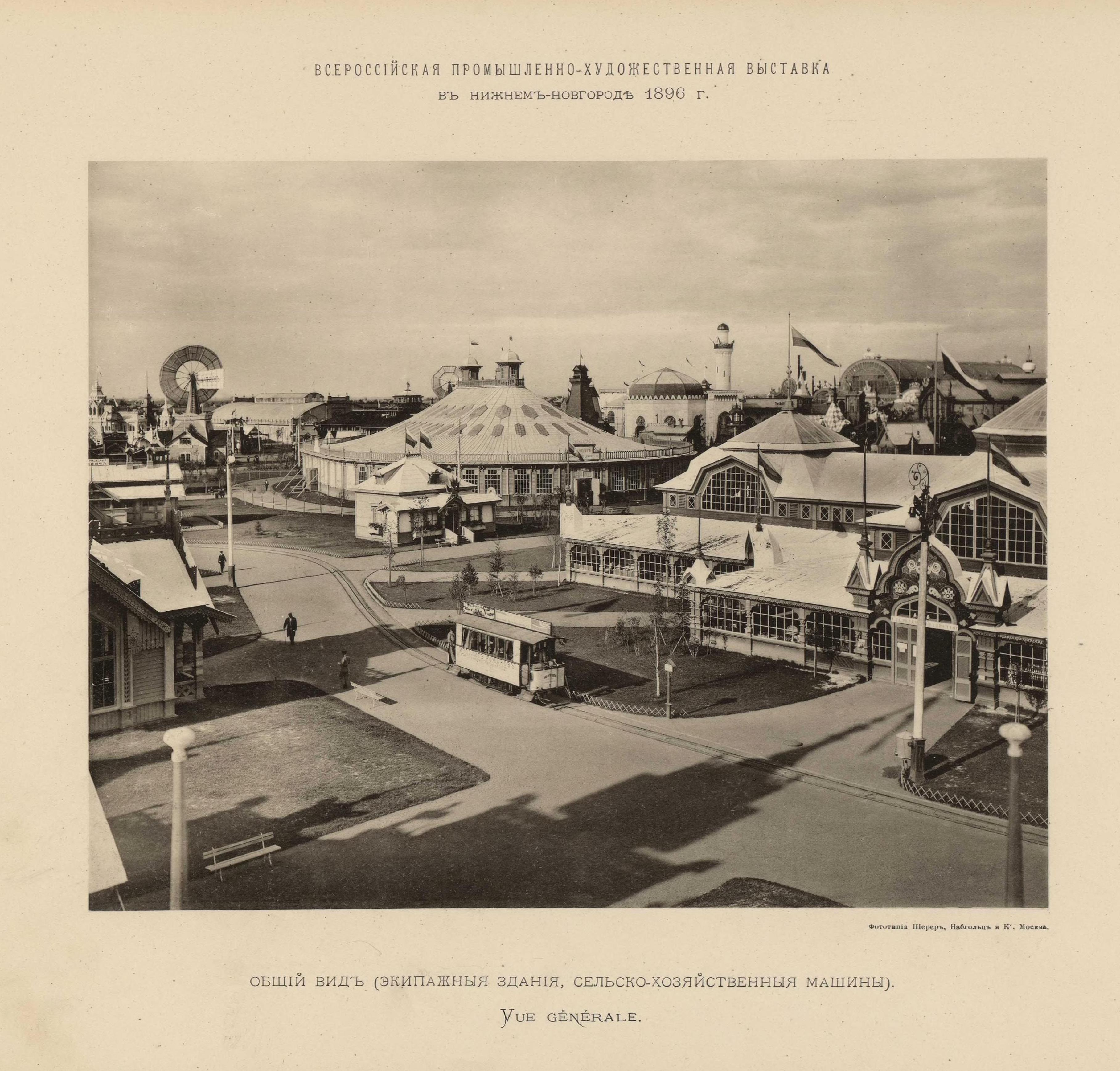
à Nijni Novgorod. L'architecture type Tramway a été pensée par Fyodor Pirotsky quelques années avant l’exposition de l'architecture qui a été conçue par Vladimir Choukhov.

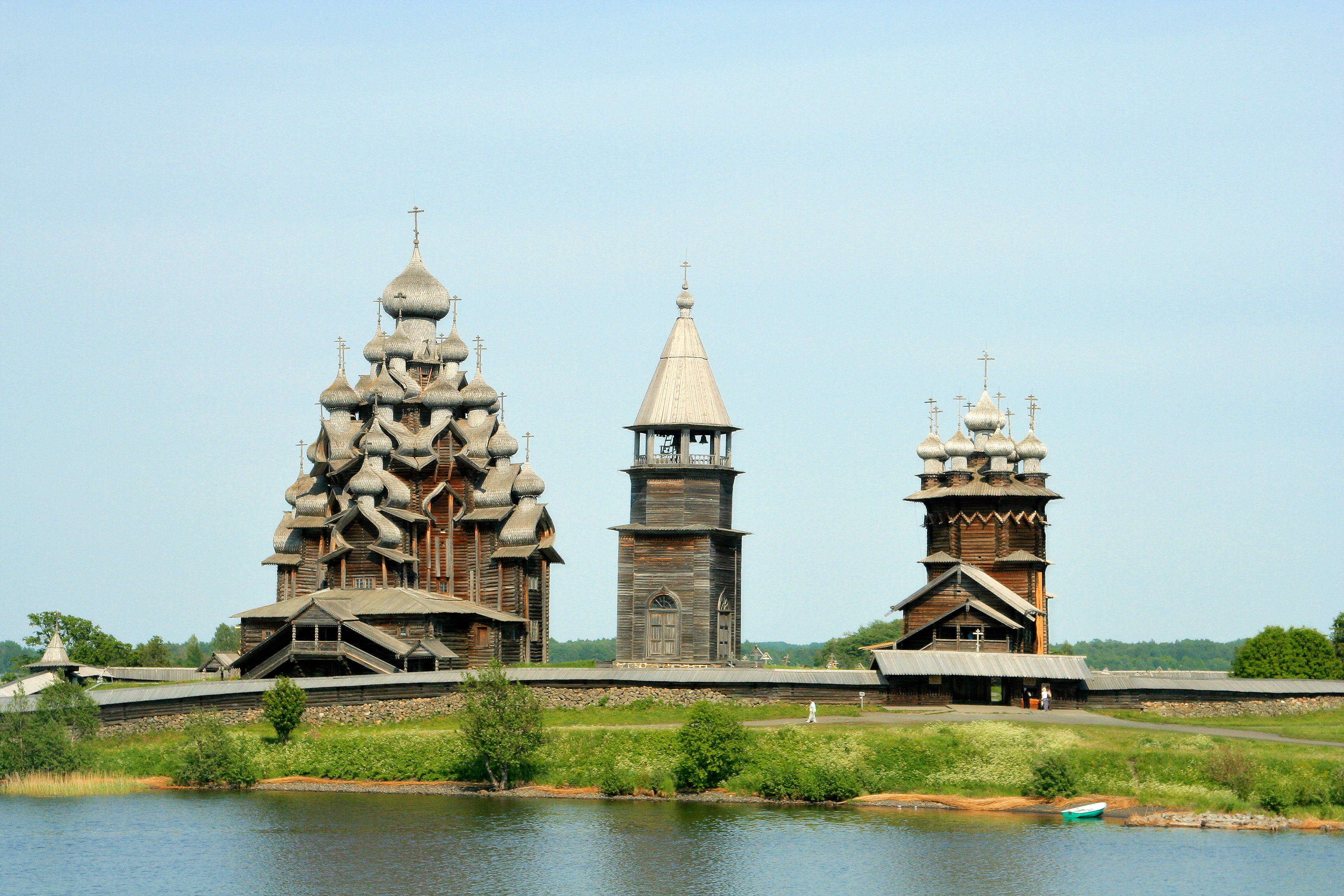
Les églises de bois de l’île de Kiji, construites sans aucun clou, présentent des éléments traditionnels de l'architecture russe comme des toits polygonaux, des clochers à bulbes et des toits botchka.

Les inventions listées peuvent être regroupées de la manière suivante :
- Les inventions indigènes ayant eu de l’importance pour le monde entier (comme soudage à l'arc à l'électrode enrobée, fusil d'assaut, satellite artificiel) ou qui ont eu de l'importance localement (comme le clocher à bulbe, khokhloma, Ouchanka) ;
- Les inventions d'importance primordiale (comme Tsar Pouchka, AK-47, Classe Arktika).
- Les découvertes scientifiques et médicales (comme le tableau périodique des éléments)

Cette chronologie comprend les inventions et les technologies découvertes par les citoyens russes et immigrés russes.
Certaines innovations sont issues d'une coopération internationale mais sont néanmoins incluses dans cette chronologie dans la mesure où l'intervention de la part d'un russe a été significative. Les inventions créées par les russes émigrés ne sont pas inscrites ici, mais ces inventeurs sont listés dans la liste des inventeurs russes.

## Union soviétique
Au début des années 1980, l'Union soviétique avait la plus grande communauté d'ingénieurs et de scientifiques au monde.